# Alessia Mancini
Alessia Mancini (Marino, 25 giugno 1978) è una conduttrice televisiva e showgirl italiana.

## Biografia

### Anni novanta
Nata a Marino, ha vissuto la sua infanzia e adolescenza a Genzano di Roma. Debutta in televisione nel 1994, prendendo parte alla quarta edizione del programma Non è la Rai di Gianni Boncompagni, dove canta (doppiata) brani italiani come Io che non vivo e Lontano, lontano, ma anche stranieri come Dancing in the Street. In questo programma le venne dato il soprannome "La bruttina", prendendo in giro la sua evidente bellezza. Era stato Cesare Chiodo, storico bassista di Raf, a scherzare col soprannome della showgirl. Dal 29 settembre 1997 al 30 maggio 1998 è stata, insieme a Marina Graziani, velina di Striscia la notizia. Inoltre nel 1997 è nel videoclip Born to Be Abramo degli Elio e le Storie Tese. Alessia a Striscia la notizia viene confermata anche per l'edizione 1998-1999, ma a causa di alcuni problemi di salute è costretta a rinunciare. In questi anni partecipa anche alla trasmissione celebrativa dei 10 anni del programma satirico Striscia la notizia - Doppio Lustro. Inoltre nel 1998 prende parte a Simpaticissima su Rete 4.
Il ritorno in TV avviene l'11 gennaio 1999, anno in cui affianca Gerry Scotti nel programma di Canale 5, Passaparola, nel ruolo di co-conduttrice, a metà strada tra ballerina e valletta. Nello stesso anno partecipa al quiz televisivo La ruota della fortuna, condotto da Mike Bongiorno su Rete 4; nel 1999 è inoltre protagonista di uno scherzo di Scherzi a parte trasmesso su Canale 5. Co-conduce su Canale 5, 2000 e una notte, trasmissione di Capodanno, e di inizio nuovo millennio, iniziata il 31 dicembre 1999 e finita il 1º gennaio 2000.

### Anni duemila
Nel 2000 partecipa, nella "squadra delle more", a La sai l'ultima? su Canale 5. Nell'estate del 2000, sempre insieme a Gerry Scotti, conduce Un disco per l'estate, mentre la stagione successiva è confermata al fianco di Scotti in Passaparola. Nell'estate del 2001 è co-conduttrice di Facce da quiz, show di Canale 5, insieme a Gigi Sabani e Ellen Hidding, sostanzialmente una nuova edizione del celebre Il Quizzone, in cui è anche capitana di squadra. Nello stesso anno incide un singolo, Angel Bahia, scritto da Annalisa Sacchezin e Luca Chiaravalli ed eseguito da musicisti professionisti, come Carlo Gargioni, Toti Panzanelli, Cesare Chiodo e Alfredo Golino. Inoltre è protagonista del film televisivo Gian Burrasca, dove interpreta Ada, sorella maggiore del pestifero protagonista; la miniserie viene trasmessa da Canale 5 nel 2002. Nell'estate del 2002 conduce su Italia 1 la seconda edizione del programma Bande sonore; nello stesso anno ritorna a La sai l'ultima? su Canale 5. Entra, per l'edizione 2002-2003, a far parte del cast della trasmissione di Rai 2 Mezzogiorno in famiglia.
Nel 2003 fa parte del cast della miniserie TV di Rai 2, Tutti i sogni del mondo, insieme a Serena Autieri ed Eleonora Di Miele. Nel 2004 partecipa a La sai l'ultima? VIP su Canale 5 e a Il gioco dei 9 su Italia 1. Dopo un periodo passato a condurre le televendite all'interno di Verissimo, nel 2005 prende parte come concorrente alla seconda edizione del reality show La talpa, dove viene eliminata dopo poche settimane, durante la terza puntata. Grazie alla popolarità riacquistata, nel 2006 e 2007 è inviata nella trasmissione di Rete 4 Stranamore, condotta da Emanuela Folliero; nello stesso periodo è anche testimonial, insieme al marito Flavio Montrucchio, in una serie di spot televisivi di Fairy Active Caps.
Nell'estate del 2006, insieme a Gaia De Laurentiis, conduce alcune televendite all'interno del telefilm Everwood, ed anche, nella stagione 2006-2007, all'interno di Buona Domenica e della fascia quotidiana del Grande Fratello. Nella stagione 2007-2008 conduce alcune telepromozioni su Canale 5, all'interno della soap opera CentoVetrine, con Wilma De Angelis. Nel 2007 debutta nel cinema con il film Natale in crociera, a fianco di Christian De Sica, Michelle Hunziker e Nancy Brilli; nello stesso anno è co-conduttrice Telethon su Rai 2. Nel 2008 recita in un episodio (La stanza di un angelo) della serie TV di Rai 1 Don Matteo 6, con Terence Hill. Nella stagione televisiva 2009-2010 conduce il programma, di cui è anche autrice, Tendenze casa, in onda sul canale tematico di Sky Leonardo.

### Anni duemiladieci e duemilaventi
Dal 2011, per alcuni anni, come alternativa alla carriera televisiva, intraprende l'attività di wedding planner che la porta a conquistare importanti traguardi e riconoscimenti, infatti, per esempio, viene premiata nella sezione "Wedding Planner" durante la "Roma Fashion White", rassegna dedicata all'Alta Moda Sposa. Relativamente a questo settore, nel 2013 presenta un reportage sulla fiera "Sì SposaItalia Collezioni" trasmesso dal canale tematico di Sky La sposa TV.
Dopo alcuni anni di assenza, nel 2018 prende parte come concorrente alla tredicesima edizione de L'isola dei famosi, condotta da Alessia Marcuzzi su Canale 5, dove si classifica semifinalista. Nell'estate del 2019 conduce il programma pomeridiano In salotto su TV8. Nel dicembre del 2020 presenta assieme al marito Flavio Montrucchio la sesta e ultima edizione di Junior Bake Off Italia su Real Time. Nel 2022 conduce Un sorriso in cucina, format digitale trasmesso sul canale YouTube di IN's Mercato; Alessia Mancini è già volto e madrina dell'insegna a partire dal 2021. Nel 2022 gareggia a Alessandro Borghese - Celebrity Chef su TV8, vincendo la sfida.

## Vita privata
Dopo aver conseguito la maturità scientifica si è laureata alla IULM (Libera università di lingue e comunicazione) di Milano. Ha inoltre frequentato corsi di dizione, recitazione e danza.
Dall'11 ottobre 2003 è sposata con il presentatore Flavio Montrucchio, con il quale ha due figli: Mya, nata il 10 aprile 2008, e Orlando, nato il 7 aprile 2015.
Nel 2021 è stata operata a causa di un tumore all'utero.

## Programmi televisivi
- Non è la Rai (Italia 1, 1994-1995)
- Striscia la notizia (Canale 5, 1997-1998) – velina
- Doppio Lustro (Canale 5, 1998) – velina
- Simpaticissima (Rete 4, 1998) – concorrente
- 2000 e una notte (Canale 5, Rete 4, 1999-2000)
- Passaparola (Canale 5, 1999-2002)
- Un disco per l'estate (Canale 5, 2000)
- Facce da quiz (Canale 5, 2001)
- Bande sonore (Italia 1, 2002)
- Mezzogiorno in famiglia (Rai 2, 2002-2003)
- La talpa (Italia 1, 2005) – concorrente
- Stranamore (Rete 4, 2006-2007) – inviata
- Telethon (Rai 2, 2007)
- Tendenze casa (Leonardo, 2009-2010)
- Sì Sposaitalia - Reality in passerella (La sposa TV, 2013)
- L'isola dei famosi (Canale 5, 2018) – concorrente
- In salotto (TV8, 2019)
- Junior Bake Off Italia (Real Time, 2020)
- Alessandro Borghese - Celebrity Chef (TV8, 2022) – concorrente
- Camper in viaggio (Rai 1, 2025)

### Web
- Un sorriso in cucina (YouTube, 2022)

## Filmografia

### Cinema
- Natale in crociera, regia di Neri Parenti (2007)

### Televisione
- Gian Burrasca, regia di Maurizio Pagnussat – film TV (Canale 5, 2002)
- Tutti i sogni del mondo, regia di Paolo Poeti – miniserie TV (Rai 2, 2003)
- Don Matteo – serie TV, episodio 6x04 (Rai 1, 2008)

### Videoclip
- Born to Be Abramo degli Elio e le Storie Tese (1997)

## Discografia
- 2001 – Angel Bahia

## Pubblicità
- Bon Bons di Malizia
- Boccadamo Gioielli
- Fairy Active Caps
- Acqua Sant'Anna
- Widiba
- Chateau d'Ax
- Auricchio
- Acqua & Sapone
- Rigoni di Asiago
- Balocco
- Optima Italia
- Permaflex
- Guam
- Postepay 2019

## Opere
- Il sorriso è l'ingrediente segreto. Ricette golose e beauty tips, Mondadori Electa, 2022